# Daniel Grassl
Daniel Grassl (* 4. April 2002 in Meran, Südtirol) ist ein italienischer Eiskunstläufer, der im Einzellauf startet. Er ist viermaliger Italienischer Meister und vertrat Italien bei den Olympischen Winterspielen 2022.

## Karriere
Daniel Grassl begann im Alter von sieben Jahren mit dem Eislaufen.
Im Dezember 2018 wurde er im Alter von nur 16 Jahren vor Matteo Rizzo überraschend italienischer Meister. Daraufhin debütierte der Südtiroler Grassl 2019 in Minsk bei den Europameisterschaften und belegte den sechsten Platz. Dabei stand er sowohl in Kurzprogramm als auch Kür einen vierfachen Rittberger. Am 8. März wurde er Dritter bei den Juniorenweltmeisterschaften in Zagreb.
Bei seiner zweiten Teilnahme an Europameisterschaften, 2020 in Graz, wurde er Vierter. Er hatte dabei weniger als zwei Punkte Rückstand auf Artur Danijeljan, den Gewinner der Silbermedaille. In den Jahren 2019 bis 2022 gewann Grassl viermal in Folge die Italienischen Meisterschaften. Bei den Europameisterschaften 2022 gewann er sie Silbermedaille. Bei den Weltmeisterschaften 2021 erreichte er den 12., 2022 den 7. Platz.
Grassl vertrat Italien bei den Olympischen Winterspielen 2022 in Beijing. Im Teamwettbewerb erreichte er den 5. Platz im Kurzprogramm; das italienische Team belegte insgesamt Platz 7. Im individuellen Wettbewerb lag Grassl nach dem Kurzprogramm auf Platz 12. In der Kür erreichte er mit einer persönlichen Bestleistung von 278,07 Punkten den 4. Platz und stieg so in der Gesamtwertung auf Platz 7.
Zur Saison 2022/23 gab Grassl einige Veränderungen bekannt: Er verlegte seinen Trainingsstandort von Neumarkt, wo er viele Jahre trainiert hatte, nach Boston, wo er im Boston Skating Club trainierte. Zusätzlich zu seiner langjährigen Zusammenarbeit mit dem Choreografen Benoît Richaud arbeitete er für die Choreografie seines neuen Kurzprogramms mit Jason Brown zusammen. Im Dezember 2022 kehrte er nach Italien zurück, da er sich entschieden habe, wieder näher bei seiner Familie zu leben. In der Grand-Prix-Serie 2022/23 erhielt er Einladungen zur MK John Wilson Trophy und zu Skate America. Mit einer Goldmedaille und einem vierten Platz qualifizierte er sich – als erster Italiener – für das Finale. Im Finale belegte er den 6. Platz. Bei den Italienischen Meisterschaften hatte Grassl aufgrund von zahlreichen Fehlern in der Kür ein uncharakteristisch schlechtes Ergebnis und konnte nur Platz 4 hinter Matteo Rizzo, Nikolaj Memola und Gabriele Frangipani belegen.
Im Januar 2023 wurde bekannt, dass Grassl nach Moskau gereist sei, um im Trainingscamp von Eteri Tutberidse zu trainieren. Die Entscheidung wurde unter anderem durch den staatlichen Sender Rai als ethisch fragwürdig bezeichnet. Sie traf auf Kritik angesichts des Ausschlusses Russlands von internationalen Wettbewerben als Sanktion wegen des Angriffskrieges gegen die Ukraine sowie angesichts der noch laufenden Ermittlungen gegen Tutberidses Trainingscamp im Dopingfall um Kamila Walijewa. Grassl verteidigte seine Entscheidung damit, dass Sport und Politik seiner Meinung nach getrennte Bereiche seien, und beteuerte seine Überzeugung, dass das Trainingsteam der damals 15-jährigen Kamila Walijewa an deren Doping unschuldig sei. Zu den Europameisterschaften 2023 musste Grassl wegen des eingeschränkten Reiseverkehrs zwischen Russland und Europa eine 12-stündige Reise mit einem Umweg über die Türkei in Kauf nehmen. Im Kurzprogramm der Europameisterschaften gelang ihm sein einziger Vierfachsprung nicht und er lag als der niedrigstplatzierter Italiener hinter Rizzo und Frangipani auf dem 8. Platz. Mit seiner Kür konnte er sich auf einen 6. Platz in der Gesamtwertung verbessern.
Zu Beginn der Saison 2023/24 gab Daniel Grassl bekannt, nach Italien zurückzukehren, um bei Edoardo De Bernardis in Turin zu trainieren. Kurz darauf meldeten russische sowie italienische Medien, dass Grassl drei Dopingtests im Verlauf eines Jahres verpasst habe. Grassl zog sich daraufhin von sämtlichen Wettbewerben der Saison zurück, darunter seine beiden Einladungen in die Grand-Prix-Serie; als Grund nannte er die durch die Situation bedingte physische und psychische Belastung.
In der Folgesaison trat er wieder in der Grand-Prix-Serie an, wobei er Silber bei der NHK Trophy und Bronze bei der Finlandia Trophy gewann.

## Ergebnisse
| Meisterschaft / Jahr                                                | 2018    | 2019    | 2020    | 2021    | 2022    | 2023    | 2024    | 2025    |
| ------------------------------------------------------------------- | ------- | ------- | ------- | ------- | ------- | ------- | ------- | ------- |
| Olympische Winterspiele                                             |         |         |         |         | 7.      |         |         |         |
| Weltmeisterschaften                                                 |         |         | A       | 12.     | 7.      | 12.     |         | 13.     |
| Europameisterschaften                                               |         | 6.      | 4.      |         | 2.      | 6.      |         | 8.      |
| Italienische Meisterschaften                                        | 4.      | 1.      | 1.      | 1.      | 1.      | 4.      |         | 1.      |
| Wettbewerb / Saison                                                 | 2017/18 | 2018/19 | 2019/20 | 2020/21 | 2021/22 | 2022/23 | 2023/24 | 2024/25 |
| GP Finale                                                           |         |         |         |         |         | 6.      |         |         |
| GP MK John Wilson Trophy                                            |         |         |         |         |         | 1.      |         |         |
| GP Internationaux de France                                         |         |         |         | A       |         |         |         |         |
| GP Skate America                                                    |         |         |         |         | 7.      | 4.      |         |         |
| GP Gran Premio d’Italia                                             |         |         |         |         | 3.      |         |         |         |
| CS Alpen Trophy                                                     |         | 1.      |         |         |         |         |         |         |
| CS Asian Open                                                       |         |         | 1.      |         |         |         |         |         |
| CS Budapest Trophy                                                  |         |         |         | 1.      |         |         |         |         |
| CS Golden Spin of Zagreb                                            | 10.     | 5.      |         |         |         |         |         |         |
| CS Ice Star                                                         |         |         | 1.      |         |         |         |         |         |
| GP = Grand Prix; CS = Challenger Series; A = Ausgefaller Wettbewerb |         |         |         |         |         |         |         |         |

Bei den Junioren:
| Meisterschaft / Jahr         | 2016    | 2017    | 2018    | 2019    | 2020    |
| ---------------------------- | ------- | ------- | ------- | ------- | ------- |
| Juniorenweltmeisterschaften  |         |         |         | 3.      | 4.      |
| Italienische Meisterschaften | 1.      | 1.      |         |         |         |
| Wettbewerb / Saison          | 2015/16 | 2016/17 | 2017/18 | 2018/19 | 2019/20 |
| JGP Finale                   |         |         |         |         | 6.      |
| JGP Frankreich               |         | 7.      |         |         |         |
| JGP Japan                    |         | 7.      |         |         |         |
| JGP Italien                  |         |         | 7.      |         | 1.      |
| JGP Australien               |         |         | 6.      |         |         |
| JGP Slowakei                 |         |         |         | 3.      |         |
| JGP Österreich               |         |         |         | 5.      |         |
| JGP Polen                    |         |         |         |         | 3.      |
| JGP = Junior Grand Prix      |         |         |         |         |         |